# 도쿄 선샤인 보이즈
도쿄 선샤인 보이즈(東京サンシャインボーイズ 도쿄 산샤인 보이즈[*])는 일본의 극단이다. 1983년, 니혼 대학 예술학부에 재학 중이던 미타니 코키를 중심으로 출범하였다. 인기 절정기에는 신주쿠에 있던 시어터/톱스를 거점으로 활동하였다.

## 내력
극단 이름은 미국의 극작가 닐 사이먼의 대표작 《선샤인 보이즈》에서 유래한다. 처음에는 이름도 없는 작은 극단에 불과했지만, 미타니 고키의 독특한 감성의 각본, 연출로 점차 그 명성이 높아져 갔다. 1994년 《東京サンシャインボーイズの罠》을 끝으로 30년간의 충전 기간에 돌입하였다. 2024년에 예정되어있는 신작은 《リア玉》이다. 2009년 3월 《リア玉》를 상연할 예정이었으나 THEATER / TOPS가 폐관하게 되었기 때문에, 신작 《returns》가 상연되었다. 그 후 다시 충전 기간에 들어갔다. 《returns》가 끝난 후 토다 케이코의 "지금부터 15년 동안 휴식에 들어갑니다......"라는 말이 흘러나왔다.

## 소속했던 극단원
- 후카자와 아쓰시
- 마쓰시게 유타카
- 야마다 가즈야 (연출)